# Simultane Kongruenzen
Unter simultanen Kongruenzen versteht man in der Zahlentheorie ein System von linearen Kongruenzen
{\displaystyle {\begin{matrix}x&\equiv &a_{1}&\mod m_{1}\\x&\equiv &a_{2}&\mod m_{2}\\&\vdots &&\\x&\equiv &a_{n}&\mod m_{n}\\\end{matrix}}}
Ziel ist es oftmals, alle {\displaystyle x} zu bestimmen, die sämtliche Kongruenzen gleichzeitig lösen. Es kann, aber muss keine eindeutige Lösung geben.
Simultane Kongruenzen können mit dem chinesischen Restsatz oder mittels sukzessiver Substitution gelöst werden.
Die Eieraufgabe des Brahmagupta ist eines der ältesten überlieferten Beispiele für simultane Kongruenzen.